# 雲林離島式基礎產業園區
雲林離島式基礎產業園區，為1991年由經濟部工業局（今經濟部產業發展署）主導開發的工業區，今改由經濟部產業園區管理局臺南分局管理。規畫在麥寮鄉、台西鄉、四湖鄉分4個地區，編定總面積17,203公頃，填造地面積為11,562公頃。經過20餘年，目前僅麥寮的台塑六輕成功營運，新興區（位於台西鄉）開發後閒置多年，台西區至2021年仍多為海埔新生地魚塭，四湖區已停止開發。

## 沿革
臺灣近年因環保意識抬頭，鄰近都會區之大型工業區如高雄大寮、林園工業區等，時常面臨抗爭與環境汙染。有鑑於此，時任中華民國總統李登輝指示，1990年開始推動工業區遷廠計畫，經場域條件、環境因素等考量下，選定雲林縣外海填海興建四區的離岸工業用地，1991年6月26日奉行政院核定開發，麥寮區由台塑集團興建、新興區由榮民工程處興建、涉及私有地較多的臺西區，則由雲林縣政府開發。
其中新興區原本規畫4區共991公頃，但經榮工處完成東2區283公頃的填築新生地後，政府評估後續效益不佳，決定中止後續計畫，而遠期的四湖區、四湖工業港也一併終止，最終僅有北邊的麥寮區由台塑集團自行開發完成六輕石化工業區。
2005年行政院於同意備查經濟部提送之台塑集團及中油國光石化進駐已填築完成雲林離島工業區的計畫，卻因引發環保團體抗爭、當地居民強烈反對告吹。已填築完成的離島工業區持續閒置至2019年，被稱為全臺最大的「蚊子地」。
閒置近20年的離島工業區新興區，在政府推動能源轉型與再生能源的政策下，主管機關經濟部工業局決定，將226公頃的新興區轉型為再生能源發展區，由韋能能源旗下碩力光能公司承租興建雲林新興發電廠。

## 主要企業與產業
目前該工業區最主要的企業為台塑企業，其於此設立六輕工業區，包括：
- 台塑石化 – 石油化學產品製造
- 南亞塑膠 – 塑膠與相關化學品
- 台灣化學纖維 – 化學纖維與塑膠製品
- 台塑關係企業其他相關公司

該區也是台灣重要的能源供應中心，包含火力發電廠，供應全台約六分之一的電力。

## 環境與爭議
由於雲林離島式基礎工業區涉及石化產業，其污染與環境影響常引發爭議。當地居民與環保團體多次抗議六輕工業區帶來的空氣污染、水污染以及對漁業資源的影響。政府與企業已投入環保設備改善，例如設立更嚴格的排放標準與監測系統。

## 交通與基礎建設
工業區內有專用港口供應原物料，並有高速公路與鐵路聯繫台灣主要城市：
- 台西港 – 專為工業區設立
- 國道一號 – 連接北部與南部
- 西部幹線鐵路 – 附近設有專用貨運支線

## 外部連結
- 經濟部雲林離島式基礎產業園區服務中心
- 台塑企業官方網站